# Егон фон Шметтов
Граф Егон фон Шметтов (нім. Egon Graf von Schmettow; 31 серпня 1856, Поммерціг — 4 серпня 1942, Болькенгайн) — німецький воєначальник, генерал кінноти запасу вермахту (27 серпня 1939). Кавалер ордена Pour le Mérite.

## Біографія
Представник давнього сілезького роду, двоюрідний брат генерал-лейтенанта графа Ебергарда фон Шметтова. В 1978 році вступив в драгунський полк «Король Фрідріх III» (2-й Сілезький) № 8. Багато років прослужив у Військовому міністерстві — спочатку як ад'ютант ремонтної інспекції, потім як консультант. Після служби у штабі свого старого полку в 1905 році Шметтов став начальником кавалерійського відділу військового відомства. В 1907 році став командиром 1-го Бранденбурзького драгунського полку №2, в 1911 році — 6-ї кавалерійської бригади. З травня 1914 року — тимчасовий керівник 4-ї кавалерійської інспекції, в червні офіційно призначений інспектором.
На початку Першої світової війни призначений командиром 6-ї кавалерійської дивізії, яка билась на Західному фронті — особливо в Північній Франції та Бельгії. Восени 1914 року дивізія була переведена на Східний фронт, де спочатку билася в Королівстві Польському у складі 9-ї армії. Увечері 15 листопада 1914 року дивізія Шметтова переслідувала ворога аж до Кутно, яке вони оточили, а потім зайняли без підтримки піхоти. У подальшому поході дивізія вела бої на Равці, Бзурі та Пілиці. Навесні 1915 року дивізія брала участь у боях за Пшасниш, а згодом за Мемель та Таурогген. На початку літа вона воювала під Мітау, потім під Шауленом і на Віндау. У той час Шметтов був керівником 5-го вищого кавалерійського командування, яке крім його власної дивізії включало 2-гу кавалерійську дивізію. 20 листопада 1916 року очолив новостворене Головне командування 58 на Східному фронті. 6 лютого 1918 року призначений генералом-командувачем-заступником 8-го армійського корпусу в Кобленці. Після закінчення війни подав прохання про відставку, яке було задоволене 23 листопада 1918 року.

## Нагороди
- Орден Червоного орла 2-го класу з дубовим листям
- Орден Корони (Пруссія) 2-го класу із зіркою
- Столітня медаль
- Хрест «За вислугу років» (Пруссія)
- Орден Генріха Лева, командорський хрест 2-го класу
- Орден Альберта (Саксонія), лицарський хрест 1-го класу з короною
- Орден дому Саксен-Ернестіне, командорський хрест 2-го класу
- Орден Фрідріха (Вюртемберг), лицарський хрест 1-го класу
- Залізний хрест 2-го і 1-го класу
- Pour le Mérite (4 листопада 1917)
- Почесний хрест ветерана війни з мечами
- Підвищення з нагоди 25-ї річниці Танненберзької битви (27 серпня 1939)